# Abisara simulacris
Abisara simulacris är en fjärilsart som beskrevs av Riley 1932. Abisara simulacris ingår i släktet Abisara och familjen Riodinidae. Inga underarter finns listade i Catalogue of Life.